# Centroscyllium nigrum
Il pescecane denti a pettine (Centroscyllium nigrum) è una specie di squalo abissale poco conosciuta della famiglia degli Etmopteridi.

## Distribuzione
Vive nel Pacifico orientale e attorno alle Hawaii.

## Descrizione
Il pescecane denti a pettine è privo di pinna anale; ha spine acuminate sul dorso, due pinne dorsali all'incirca delle stesse dimensioni, naso appuntito, grandi occhi, piccole fessure branchiali, addome corto, peduncolo caudale corto, colorazione bruno-nerastra e pinne dalle estremità bianche. Raggiunge al massimo 50 centimetri.

## Biologia
Questa specie di squalo, molto rara, vive sul fondale, a profondità di 400-1145 metri.